# 劉質平
劉質平（1894年—1978年），浙江鹽官人，中國音樂家、藝術家。

## 生平
就讀於浙江第一師範，受李叔同（弘一大師）賞識，1916年東渡日本，入東京音樂學校深造，李叔同給他的信中提到：“不可心太高，心高是灰心之根源也。心倘不定，可以習靜坐法。入手雖難，然行之有恒，自可入門（君有崇信之宗教，信仰之尤善，佛、伊、耶皆可）。”1918年回國，在上海任教。隔年與吳夢非、豐子愷等創辦上海專科師範學校，擔任音樂老師。1920年任《美育》雜誌音樂編輯主任。1931年任上海藝術專科學校音樂系主任，並與徐朗西、汪亞塵等創辦新華藝術專科學校。
抗戰期間前往福建永安。1946年任福建音樂專科學校教授兼教務主任。1949年任教於山東師範學院藝術系及藝術專科學校音樂科，1978年病逝。

## 著作
著有《開明唱歌教材》、《清涼歌集》、《音樂教程》、《開明音樂教材》、《彈琴教材》等。